# 光明街商圈
光明街商圈又稱為林仔街商圈或員林站前商圈，是一個位於彰化縣員林市以光明街為中心的商圈，員林市三大商圈之一，也是員林地區最重要的消費商圈，以光明街、中正路、中山路為商圈主幹道，鄰近員林車站和其他對外客運所以交通十分便利。

## 沿革

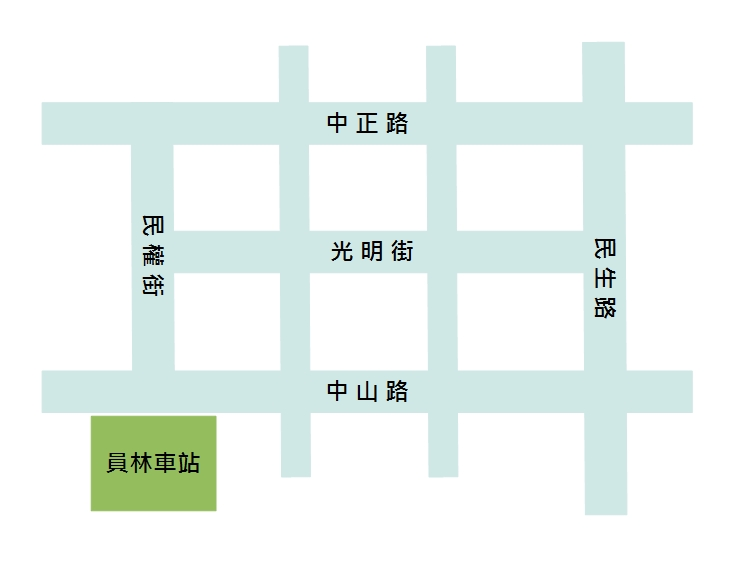
員林市中心簡圖

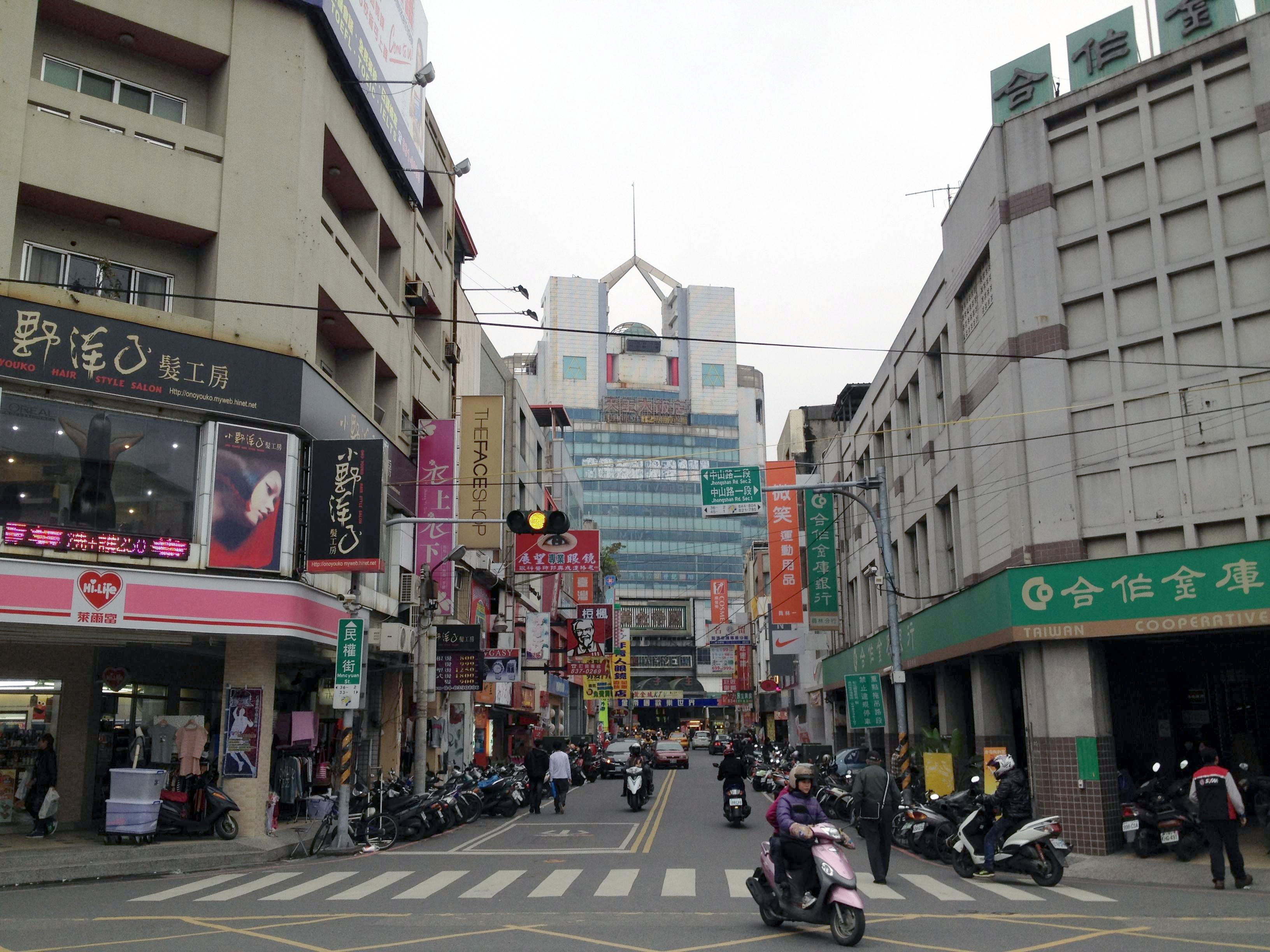
民權街、中山路口

光明街早期為一市場稱作「竹管市」，與其周遭街道開發時間甚早，但較為迅速的發展則是日治時期縱貫線鐵路通車後，設置員林驛（今員林車站），奠定了員林的交通地位，也造就了鐵路、大通街（今中正路）與民生路所圍三角地區的繁榮，此三角地區也就是現今光明街商圈的雛形，所以說光明街商圈的興起與員林火車站密不可分。員林在戰後人口獲得迅速提升，更一度擁有全台第一大鎮的名號，商圈的發展也隨著人口上升而有所進步。
近幾十年來員林人口成長較緩，造成光明街商圈有停滯的趨勢，有鑑於此，員林鎮近年以設立觀光形象商圈方式組織了林仔街商圈，與鄰近的北門商圈和打石巷商圈連成一氣，並期望配合員林市區鐵路高架化計畫的開發，使得林仔街商圈獲得更完善的發展。

### 範圍
關於光明街商圈的範圍目前並無明確的界定，但一般認為商圈的精華區是一個北至民權街，南至民生路，東至中正路，西至中山路的梯形區域，並向這個區域外的街道擴張發展。

## 現況

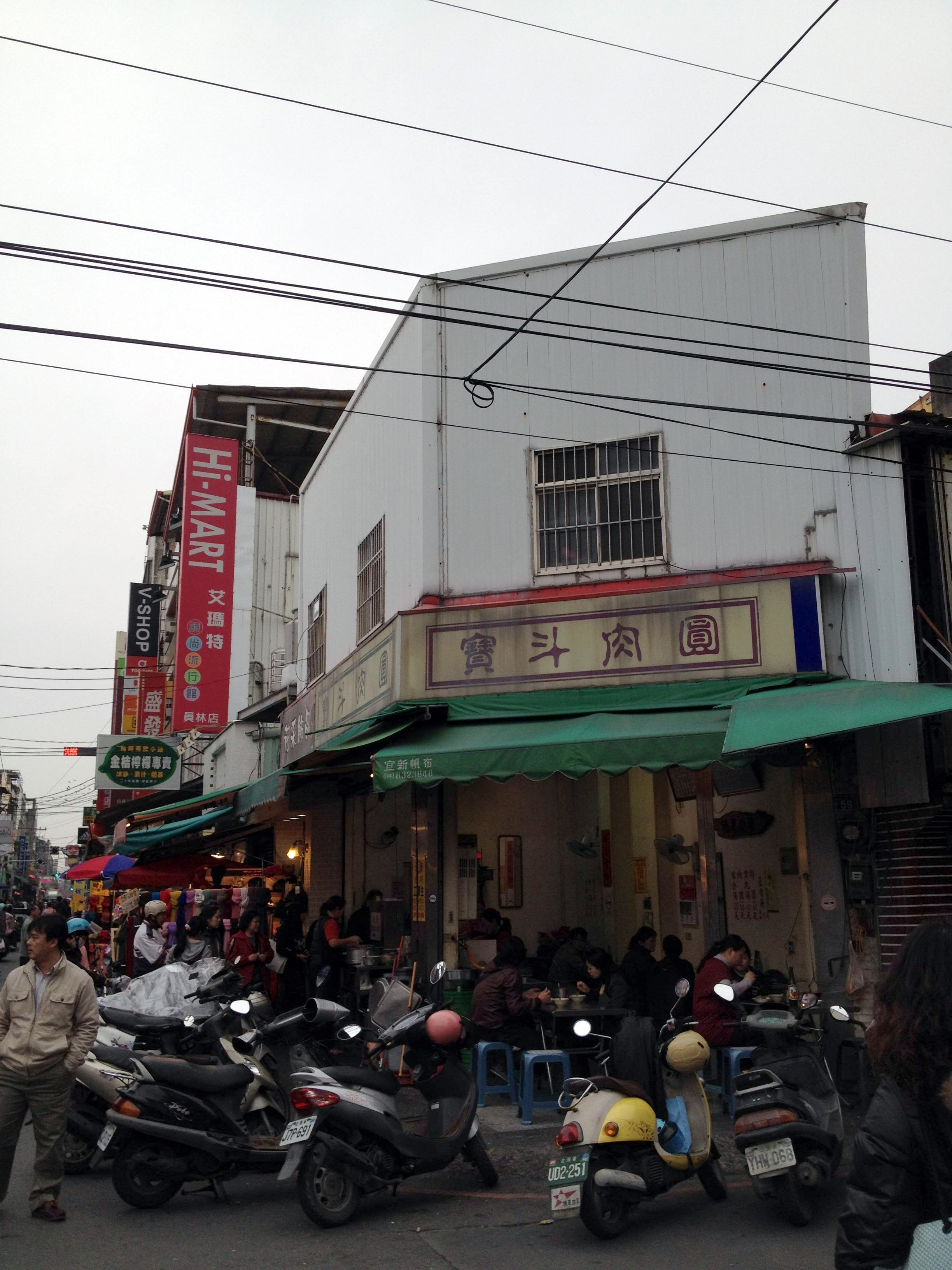
寶斗肉圓

光明街商圈現今為南彰化的重要商圈，以服飾、餐飲以及理髮等為主要的商家，商圈鎖定員林地區的年輕客層，也是員林地區購物消費的首選。另外也有不少保有舊地名的經典老店，如竹廣市的竹廣香花生糖、員林肉圓及寶斗肉圓，形成一種新舊交雜的特殊景色，光明街商圈主要的商家有以下：
| | | |
| - Birkenstock - NET（佳舫） - 八寶冰 - 屈臣氏 - 肯德基 - 大大書局 - 巨匠電腦 - 員林肉圓 - 寶雅生活館 | - 第一市場 - 青心茶莊總店 - 7-Eleven - 大苑子茶飲 - 小北寵物生活館 - 大西洋冰品 - 達美樂Pizza - 日船章魚小丸子 - 仁愛眼鏡員林旗艦店 | - 麥當勞 - 墊腳石書局 - 光南大批發 - YAMAHA兒童音樂教室 - 摩斯漢堡 - 必勝客Pizza Hut - 員林客運 - 地球村美日語 - 上光眼鏡 - 拿坡里Pizza - 三媽臭臭鍋總店 |

## 交通

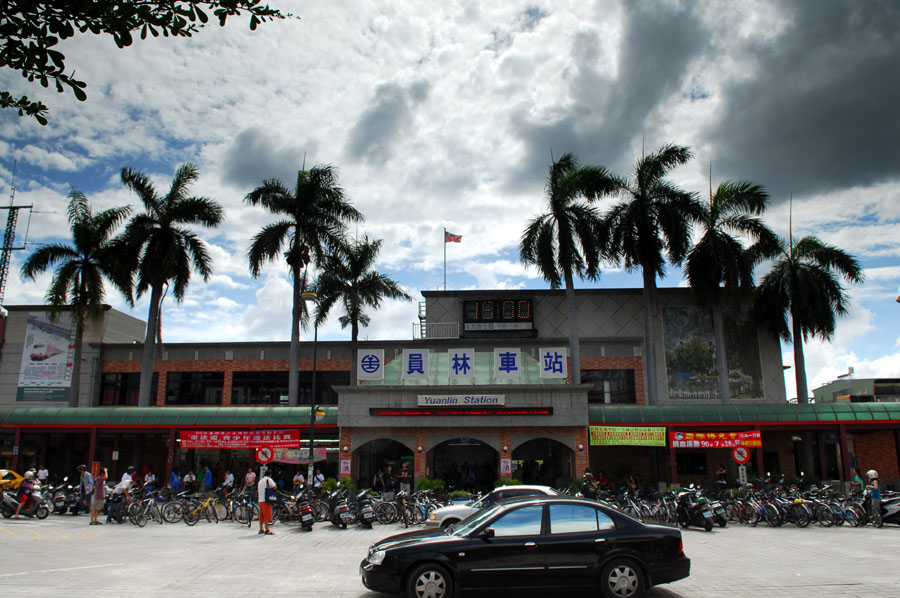
員林車站

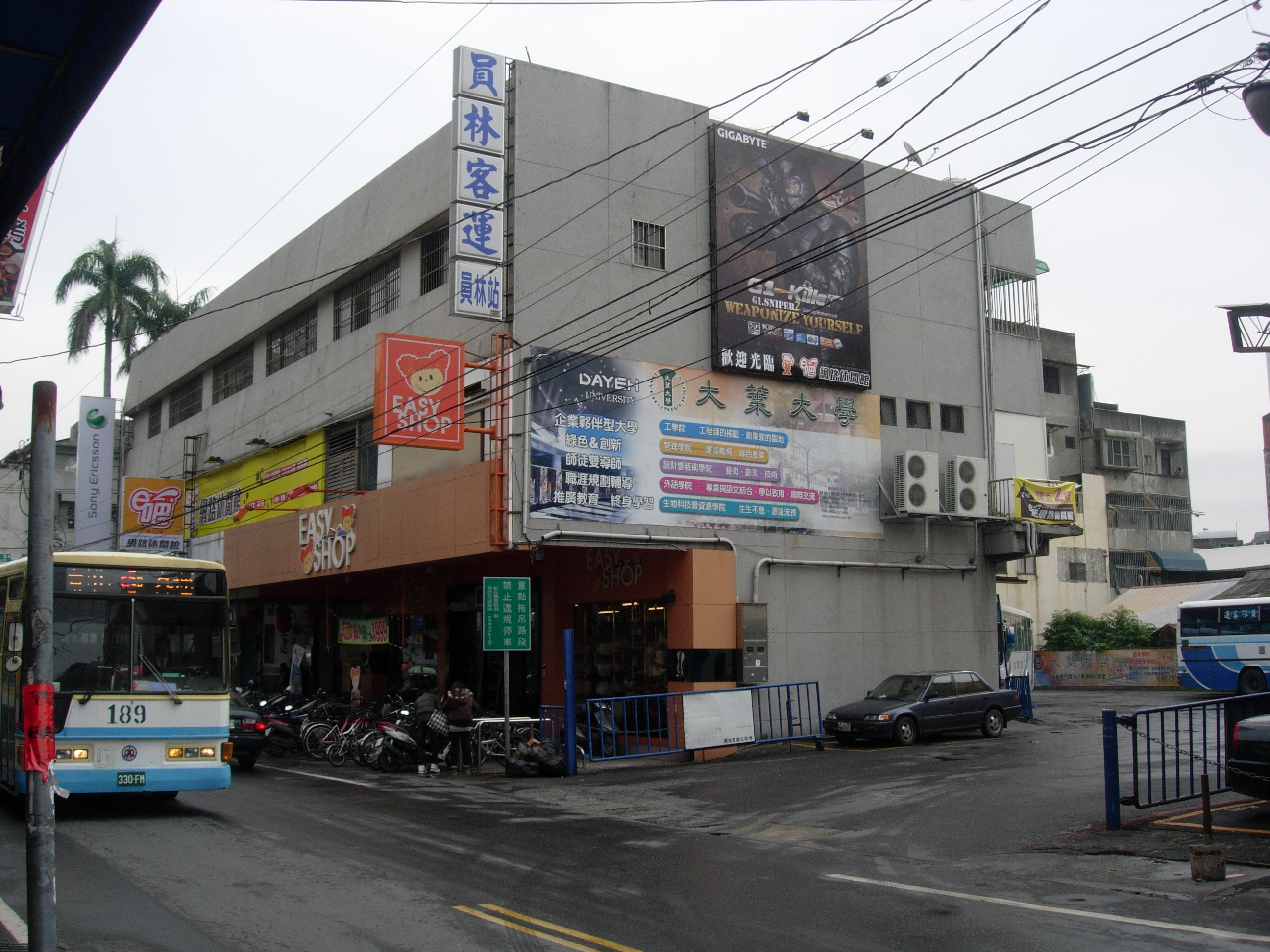
員林客運員林站

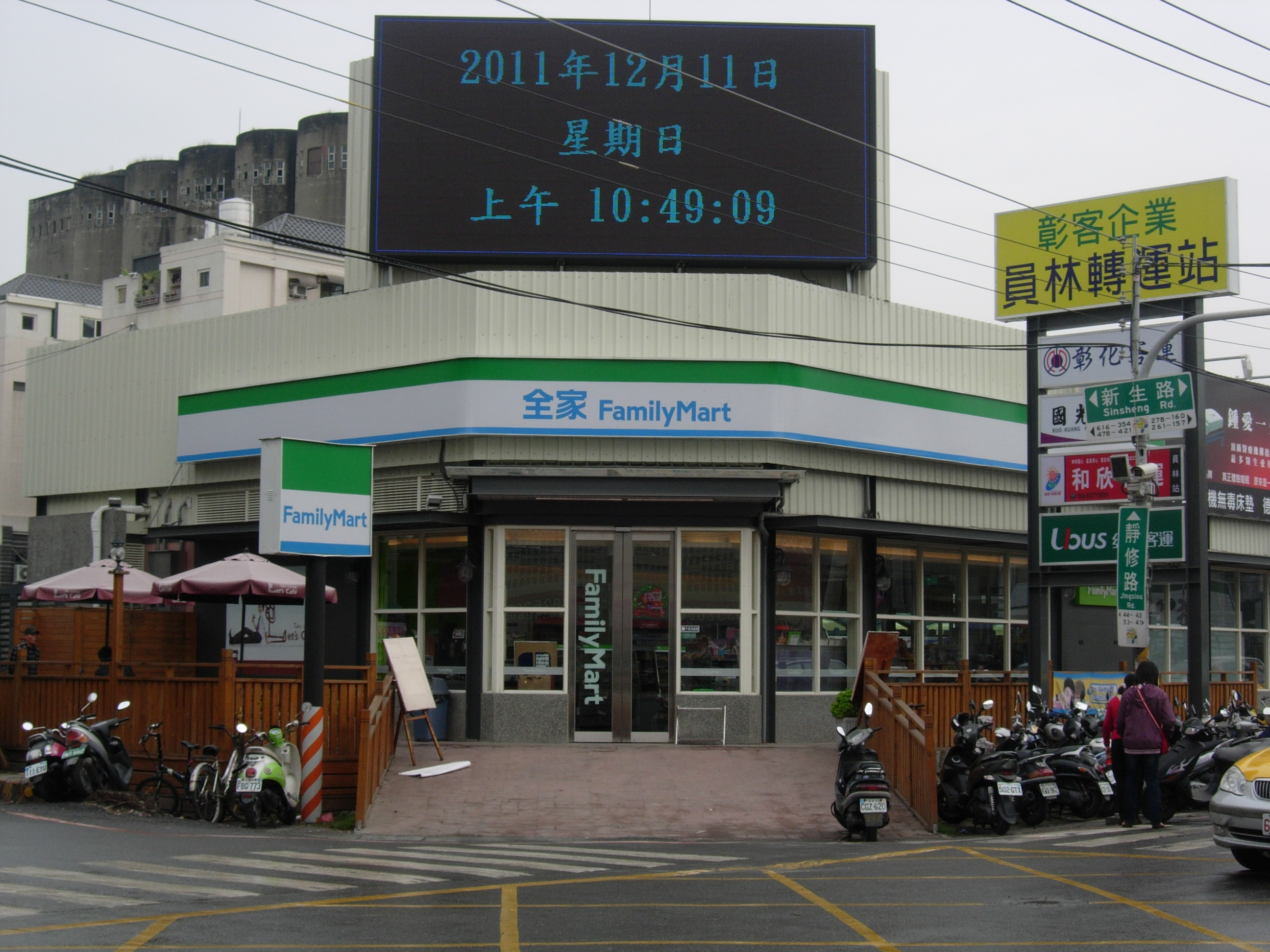
員林轉運站

### 員林車站
出站後直行經民權街即可到達光明街

### 員林客運員林站
主要由員林客運停靠，出站後沿中山路往火車站方向約五分鐘路程
| 路線號碼 | 營運區間               | 經營業者 | 備註 |
| -------- | ---------------------- | -------- | ---- |
| 6701     | 員林－社頭－田中－竹山 | 員林客運 |      |
| 6702     | 員林－社頭－田中－水里 | 員林客運 |      |
| 6704     | 員林－大村－大崙       | 員林客運 |      |
| 6705     | 員林－溪湖－鹿港       | 員林客運 |      |
| 6706     | 員林－永靖－海豐崙     | 員林客運 |      |
| 6707     | 員林－溪州－二林       | 員林客運 |      |
| 6735     | 台中－二水             | 員林客運 |      |

### 員林轉運站
主要由統聯客運、國光客運、彰化客運停靠此站，沿靜修路經平交道右轉中山路約十分鐘路程
| 路線號碼 | 營運區間             | 經營業者 | 備註   |
| -------- | -------------------- | -------- | ------ |
| 6912     | 員林 - 花壇 - 彰化   | 彰化客運 |        |
| 6913     | 彰化 - 三家春 - 員林 | 彰化客運 |        |
| 6914     | 員林 - 東山 - 彰化   | 彰化客運 |        |
| 6915     | 員林 - 田中          | 彰化客運 |        |
| 6923     | 員林 - 社口 - 草屯   | 彰化客運 |        |
| 6924     | 南投 - 碧山 - 員林   | 彰化客運 |        |
| 6925     | 員林 - 樟普寮 - 南投 | 彰化客運 |        |
| 1616     | 台北 - 員林          | 統聯客運 |        |
| 1829     | 員林 - 台北          | 國光客運 | 經彰化 |